# Mid-South 250 1955
Mid-South 250 1955 var ett stockcarlopp ingående i Nascar Grand National Series (nuvarande Nascar Cup Series) som kördes 14 augusti 1955 på den 1,5 mile (2,414 km) långa ovalbanan Memphis-Arkansas Speedway i West Memphis i Arkansas. Totalt avverkades 250,5 miles (403,140 km) fördelat på 167 varv. Banunderlaget var dirt. Loppet vanns av Fonty Flock i en Chrysler på tiden 2:47.12 körande för Carl Kiekhaefer. Flocks snitthastighet var 89,982 mph. Prispotten uppgick till 10 625 dollar, varav 2 950 dollar gick till segraren.

## Resultat
| Plc     | Nr   | Förare          | Team/ bilägare     | Konstruktör | Start | Varv | Ledda varv |
| ------- | ---- | --------------- | ------------------ | ----------- | ----- | ---- | ---------- |
| 1       | 301  | Fonty Flock     | Carl Kiekhaefer    | Chrysler    | 1     | 167  | 88         |
| 2       | 87   | Speedy Thompson | Bob Griffin        | Oldsmobile  | 6     | 167  | 0          |
| 3       | 300  | Tim Flock       | Carl Kiekhaefer    | Chrysler    | 2     | 165  | 79         |
| 4       | 78   | Jim Paschal     | Ernest Woods       | Oldsmobile  | 3     | 163  | 0          |
| 5       | 87   | Buck Baker      | Buck Baker Racing  | Buick       | 3     | 161  | 0          |
| 6       | 44   | Bob Welborn     | Julian Petty       | Chevrolet   | 7     | 160  | 0          |
| 7       | 55   | Junior Johnson  | Jim Lowe           | Oldsmobile  | 8     | 155  | 0          |
| 8       | 14   | Slick Smith     | Frank Christian    | Chevrolet   | 27    | 155  | 0          |
| 9       | 3    | Jimmy Ayers     | Jimmy Ayers        | Ford        | 19    | 153  | 0          |
| 10      | 23   | Ken Johns       | i.u.               | Chevrolet   | 10    | 153  | 0          |
| 11      | 98   | Dave Terrell    | Dave Terrell       | Oldsmobile  | 9     | 152  | 0          |
| 12      | 28   | Eddie Skinner   | Frank Dadge        | Oldsmobile  | 20    | 150  | 0          |
| 13      | 52   | Joe Guide       | Sally Guide        | Hudson      | 21    | 150  | 0          |
| 14      | 92   | Herb Thomas     | Herb Thomas Racing | Chevrolet   | 12    | 149  | 0          |
| 15      | 32   | Ted Cannady     | Ted Cannady        | Ford        | 24    | 145  | 0          |
| 16      | 20   | Banks Simpson   | Banks Simpson      | Buick       | 29    | 141  | 0          |
| 17      | 40   | Gene Simpson    | Gene Simpson       | Buick       | 28    | 141  | 0          |
| 18      | 33   | Al Watkins      | Al Watkins         | Dodge       | 17    | 140  | 0          |
| 19      | 42   | Lee Petty       | Petty Enterprises  | Dodge       | 11    | 135  | 0          |
| 20      | 155  | Roscoe Rann     | i.u.               | Chrysler    | 23    | 125  | 0          |
| 21      | 88   | Jimmie Lewallen | Ernest Woods       | Oldsmobile  | 14    | 96   | 0          |
| 22      | 39   | Jim McLain      | Jim McLain         | Oldsmobile  | 26    | 82   | 0          |
| 23      | 188  | Hooker Hood     | Hooker Hood        | Oldsmobile  | 16    | 65   | 0          |
| 24      | 51-X | Jack Hubbard    | Jack Hubbard       | Ford        | 18    | 56   | 0          |
| 25      | 71   | Harold Kite     | i.u.               | Oldsmobile  | 13    | 23   | 0          |
| 26      | 90   | Woodie Wilson   | i.u.               | Hudson      | 22    | 18   | 0          |
| 27      | 8    | Billy Carden    | i.u.               | Buick       | 4     | 11   | 0          |
| 28      | 19   | Gordon Smith    | Gordon Smith       | Chevrolet   | 25    | 5    | 0          |
| 29      | 56   | Gwyn Staley     | Jim Lowe           | Cadillac    | 15    | 3    | 0          |
| Källor: |      |                 |                    |             |       |      |            |